# Restrepia roseola
Restrepia roseola é uma espécie de orquídea (Orchidaceae) originária dos Andes.